# Jaak Joala
Jaak Joala   (Viljandi, 26 de juny de 1950 - Tallinn, 25 de setembre de 2014) va ser un cantant, músic i membre de dues bandes: Kristallid i Virmalised. Va començar com a flautista, afegint més tard el cant i el baix.

## Biografia

### Primers anys
Jaak Joala va néixer a Viljandi, Estònia i va créixer a Tallinn. La seva mare, Helgi Ridamäe, era professora de música a diverses escoles de Tallinn. El seu pare era Arno Joala, que era músic i que més tard també fou conegut com a curandero. Quan Jaak va fer set anys, va començar a prendre classes de piano i a l'adolescència també va començar a fer classes de flauta.

### Carrera posterior
Joala és considerat per alguns una llegenda de la música.
Va començar la seva carrera musical amb el grup de beat Kristallid (anglès: The Crystals) l'any 1966 com a flautista, després com a cantant i baixista. El 1968, va ser el baixista i cantant principal del popular grup Virmalised (anglès: Northern Lights). Amb Virmalised, va cantar diverses de les cançons de Toivo Kurmet: Ainult sul (Only You Have), Ma ei tea, miks (I Don't Know Why), Naer (Rialles), Taas on päev (Once Again The Day) i Üksinda (Alone). Joala va introduir la música rock occidental al públic estonià i soviètic cantant en la seva llengua materna.

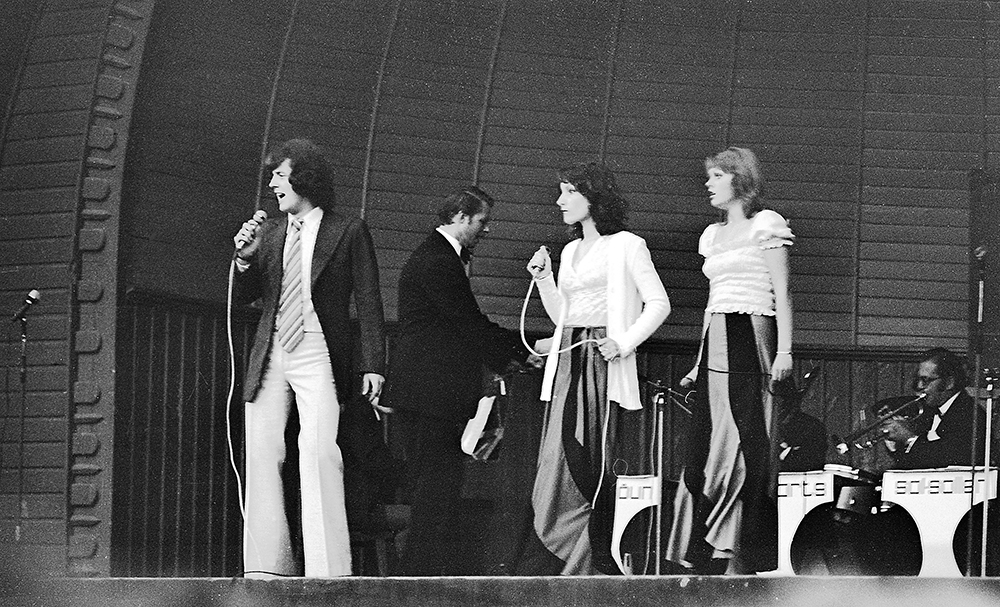
Joala actuant a Tallinn el 1974

A la dècada del 1980, es va guanyar el sobrenom de rossinyol del Kremlin perquè sovint actuava i enregistrava a Rússia, i una gran part del seu repertori, que comprenia cançons escrites per compositors tan grans com Raimonds Pauls, David Tukhmanov i Alexander Zatsepin, en aquella època es cantava en rus.
El company de banda de Joala, Paap Kõlar, va explicar que finalment Joala es va cansar d'actuar, dient que Goskontsert, l'agència d'entreteniment soviètica, li va exigir que actués. Kõlar va suggerir que Joala no tenia gaire opció quant a actuar o no.

### Carrera
A la dècada del 1990, els projectes més coneguts de Joala com a cantant van ser amb Kollane Allveelaev G (anglès: Yellow Submarine G). Van interpretar música dels anys 60 juntament amb Ivo Linna, Karl Madis, Meelis Punder i altres. A mitjans de la dècada del 1990 va actuar en concerts conjunts amb Ivo Linna i Tõnis Mägi. La gira de concerts va rebre el sobrenom informal de The Three Tenors Tour. Després de la dècada del 1990, Joala va dedicar el seu temps a l'ensenyament, la producció i l'acollida a la televisió/ràdio. En els darrers deu anys de la seva vida va ser en gran part solitari.

## Mort
Va morir el 25 de setembre de 2014. Va ser enterrat al cementiri forestal de Tallinn.

## Cançons populars
- T'estic dibuixant

- Trieu Músic

- Lavanda (duet amb Sofia Rotaru)

- Fotos dels estimats Оnes

- Cavalls de boda

## Agraïments
- Artista meritat de la RSS d'Estònia (1980)